# Първо българско училище „Лейди Надежда Станчова Мюър“
Първо българско училище „Лейди Надежда Станчова Мюър“ (на английски: First Bulgarian School "Lady Nadejda Stancioff Muir") е училище на българската общност в град Единбург, Шотландия. Създадено е през 2015 г. През учебната 2024/2025 г. в него се обучават 115 деца, с преподавателски състав от пет души. Към 2025 г. директори на училището са Спас Янев и Даниела Димова-Янева.

## История
Училището е основано от семейство Спас и Даниела Яневи през 2015 г. На 31 август 2017 г. е създаден Български културен и образователен център в Шотландия с директори Спас и Даниела Яневи, към който функционира училището. През първата учебна 2015/2016 г. то започва със няколко деца.